# Дејв Сејбо
Дејвид Мајкл Сејбо (Перт Амбој, Њу Џерзи, 16. септембар 1964), познатији као Снејк, јесте амерички гитариста, текстописац и један од оснивача америчког хеви метал бенда Скид роу.

## Биографија

### Ране године
Сејбо је рођен у Перт Амбоју као најмлађи од петорице браће. Одрастао је у оближњем Сејрвилу, истом месту као и Џон Бон Џови, с којим је још као дечак развијао интересовање за музику. Инспирисан рок бендовима као што су Кис, Аеросмит, Џудас прист, Ролинг стоунс, Блек сабат и Ван Хејлен, са четрнаест година почео је да свира братовљеву гитару. Тако је одустао од намере да постане професионални бејзбол играч, упркос томе што је у средњој школи био изузетан спортиста. У интервјуима често наводи да је одлучујући фактор у његовој каријери представљао концерт бенда Кис у Медисон сквер гардену 1977. године, након којег је био решен да се у животу озбиљно бави музиком.
Као Бон Џовијев дугогодишњи пријатељ, најпре је 1983. године свирао у његовом бенду на тронедељној турнеји у циљу промоције демо верзије сингла Runaway који је у Њујорку стекао неочекивану популарност. Снејкова каријера у Бон Џовију није, међутим, дуго потрајала. Убрзо је на место главног гитаристе дошао Ричи Самбора, а Сејбо се запослио у музичкој продавници у Томс Риверу. Тамо је упознао локалног басисту Рејчела Болана с којим се рађа идеја о формирању бенда Скид Роу.

### Скид роу
Првобитна постава коју су Сејбо и Болан основали 1986. године окупила је гитаристу Скотија Хила, бубњара Роба Афјуса и певача Мета Фелона. Фелон је, међутим, напустио бенд већ наредне 1987. и на његово место долази Себастијан Бах, с којим ће Скид роу стећи популарност најпре у источном делу Сједињених Држава, а потом и на светском нивоу.
Уз помоћ Џона Бон Џовија, Сејбо је обезбедио уговор са музичком кућом Атлантик рекордс. Исте 1989. године Скид роу је објавио истоимени дебитантски албум. У наведеној постави група је наредних година снимила више албума: Slave to the Grind (1991), sUBHUMAN rACE (1995), као и EP под називом B-Side Ourselves (1992).

### Kryst the Conqueror
Сејбо је свирао као гост на нумери Trial of the Soul америчког бенда Kryst the Conqueror.

### Антракс
Сејбо је у кратком периоду свирао у америчком хеви метал бенду Антракс на турнеји Attack of the Killer A's
.